# Fermentación de gas de síntesis
La fermentación de gas de síntesis, es un proceso microbiano, en el que una mezcla de hidrógeno, monóxido de carbono y dióxido de carbono, conocida como gas de síntesis. Se utiliza como fuente de carbono y energía, y luego se convierte en combustible y productos químicos por microorganismos.
Hay varios microorganismos, que pueden producir combustibles y sustancias químicas mediante la utilización de gas de síntesis. Estos microorganismos se conocen principalmente como acetógenos, entre ellos Clostridium ljungdahlii, Clostridium autoethanogenum, Eubacterium limosum, Clostridium carboxidivorans P7, Peptostreptococcus productus, y Butyribacterium methylotrophicum. La mayoría utiliza el camino Wood-Ljungdahl.

## Usos Industriales
Los principales productos de la fermentación de gas de síntesis incluyen etanol, butanol, ácido acético, ácido butírico y metano. Ciertos procesos industriales, como el refinado de petróleo, la molienda de acero y los métodos para producir negro de carbón, coque, amoníaco y metanol, descargan enormes cantidades de gases residuales que contienen principalmente CO y H
2  en la atmósfera, ya sea directamente o por combustión. Los biocatalizadores pueden ser explotados para convertir estos gases residuales en productos químicos y combustibles como, por ejemplo, el etanol.
El gas de síntesis también se utiliza para producir una amplia gama de fertilizantes, disolventes y materiales sintéticos gracias al nitrógeno, el metanol y el amoníaco que suele contener. Esto significa que puede utilizarse para la producción de una amplia variedad de plásticos, como poliuretano y nailon, así como resinas, productos farmacéuticos, adhesivos y pinturas. Los minerales y sólidos que se producen pueden incluso utilizarse como escoria para la construcción de carreteras, lo que garantiza la minimización de los residuos.
cierra la brecha entre los combustibles tradicionales y las fuentes completamente verdes y renovables al utilizar materias primas de otras fuentes dentro de una industria, puede ayudar en una serie de procesos diferentes, sin los niveles de gases de efecto invernadero y contaminantes a los que estamos acostumbrados y minimizando la producción de residuos al mismo tiempo. El gas de síntesis parece ser la respuesta a muchas de las preocupaciones sobre la producción de energía limpia a escala industrial.

## Metodología
El gas de síntesis se produce cuando materias primas ricas en carbono se someten a altas temperaturas, alta presión y condiciones de escasez de oxígeno. Tradicionalmente, estas materias primas han estado compuestas de gas natural o carbón; sin embargo, con el desarrollo de la tecnología de gasificación, se han incorporado otras materias primas, como el coque de petróleo o la biomasa.
La materia prima reacciona con dióxido de carbono, vapor de agua y oxígeno durante la fase de gasificación, y esta reacción se desencadena por la descomposición térmica de los materiales ricos en oxígeno.
El gas que esto produce aún está en estado bruto por lo que se requiere un proceso de purificación. Esto ayuda a eliminar diversas impurezas como cenizas, alquitrán, compuestos de azufre, vapor de agua y dióxido de carbono. Una vez completado, puede ser necesario ajustar la proporción de hidrógeno y oxígeno según cómo se hayan aplicado los procesos de síntesis.
El proceso de fermentación de gas de síntesis tiene ventajas sobre un proceso químico ya que tiene lugar a temperaturas y presiones más bajas, tiene mayor especificidad de reacción, tolera cantidades más altas de compuestos de azufre y no requiere una proporción específica de CO a H
2. Por otro lado, la fermentación de gas de síntesis tiene limitaciones tales como: 
- Limitación de transferencia de masa gas-líquido[7]
- Baja productividad volumétrica.
- Inhibición de organismos.[1][8]